# Mekanika Uirapuru
A Mekanika Uirapuru foi um protótipo de metralhadora de uso geral brasileira de calibre 7,62×51mm NATO.

## História
O projeto começou como um puro projeto de pesquisa no Instituto Militar de Engenharia (IME) do Exército Brasileiro, no Rio de Janeiro, em novembro de 1969. Um grupo-tarefa formado pelo Coronel Alcides Guerreiro Brito, Olympio Vieira de Mello Filho e Nelmo Suzano conseguiu construir três protótipos de uma metralhadora operada a gás com câmara para o cartucho 7,62x51mm NATO, que recebeu o nome de Maria Bonita. A arma funcionava satisfatoriamente, mas a falta de experiência anterior em projeto nesta área por parte dos técnicos brasileiros levou a uma série de problemas de funcionamento inerentes. O principal deles era a queda constante na cadência de tiro após cerca de 300 tiros terem sido disparados, além de incidentes de extração/ejeção, percussão insuficiente, etc.
Tornou-se então claro que apenas um programa de investigação cuidadoso e puro, sem prazos rígidos, poderia produzir uma arma fiável com um projeto 100% nacional. Como programas mais urgentes do IME já estavam em andamento, as atividades da metralhadora foram totalmente interrompidas. Algum tempo depois, o Exército colocou a arma nas mãos do projetista Olympio Vieira de Mello Filho, um dos integrantes do grupo-tarefa original, que se montou para resolver sozinho os problemas. Em 1976, ele criou uma arma substancialmente modificada que funcionava muito bem. Demonstrada aos militares, mostrou bom potencial para produção e adoção em larga escala, e o interesse pela arma passou do IME, voltado para estudos, para o Instituto de Pesquisa e Desenvolvimento (IPD), mais dedicado a transformar projetos em ideias comercialmente viáveis.
Em dezembro de 1977, o IPD concedeu à Mekanika Indústria e Comércio Ltda, empresa carioca que estava prestes a iniciar a fabricação em série da submetralhadora Uru 9x19mm, contrato para construção de dois protótipos para fins oficiais de testes e avaliação, a metralhadora recebendo então o nome de Uirapuru. Embora testada de forma breve e não completa no Campo de Provas da Marambaia do Exército, no Rio de Janeiro, com resultados excepcionais relatados, a arma de alguma forma não progrediu muito mais. Isso foi atribuído ao fato de a FN MAG belga já ter sido oficialmente adotada e fornecida em larga escala ao Exército Brasileiro como "Metralhadora 7,62 MAG", além de os responsáveis na época não imaginarem as vantagens de investir em tal um programa.

## Projeto
Esperava-se, de fato, que a Uirapuru se tornasse uma verdadeira metralhadora de uso geral, preenchendo uma variedade de funções, como metralhadora leve (com coronha e bipé dobrável), metralhadora média (sem coronha, montada em tripé), metralhadora coaxial de tanque, metralhadora de aeronave (com gatilho solenóide), metralhadora de veículo blindado (disparando de um pedestal), etc. Era operada a gás (sem regulador instalado), automática, usando uma alavanca de travamento descendente e com uma cadência cíclica de disparo de 650-700 tiros por minuto. O cano fino de 600 mm (6 ranhuras, RH, 1:305 mm, velocidade de saída de 850 m/s) pode ser trocado rapidamente (cerca de 30 segundos) com a ajuda de sua alça de transporte integrada e inclinada, sendo recomendado após o disparo contínuo de cerca de 400 tiros. Um compensador/quebra-chamas foi instalado. O seletor de duas posições (segurança-automático) era um disco colocado no lado esquerdo, logo acima do punho de pistola que vinha direto de uma submetralhadora Uru. Concluída por Mekanika, a metralhadora tinha comprimento total de 1.300 mm e pesava 13 kg com coronha de madeira e bipé dobrável. As miras protegidas por rampa tinham um raio bastante curto (320 mm) e foram montadas no corpo retangular.
Ao mesmo tempo, foi relatado que um protótipo da Uirapuru havia sido equipado com um cano mais curto. A única arma restante agora está exposta no Museu Militar Conde de Linhares, do Exército Brasileiro, no Rio de Janeiro.